# Euhesma dolichocephala
Euhesma dolichocephala là một loài Hymenoptera trong họ Colletidae. Loài này được Rayment mô tả khoa học năm 1953.

## Hình ảnh

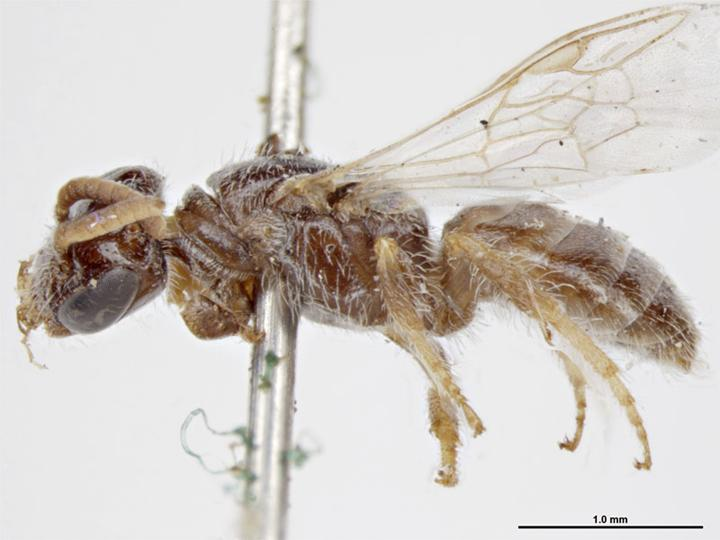